# Brachionycha
Brachionycha é um gênero de traça pertencente à família Arctiidae.